# Les Alyscamps
Les Alyscamps est un tableau réalisé en 1888 par le peintre néerlandais Vincent van Gogh. De format vertical, cette huile sur toile est un paysage qui représente une allée arborée aux Alyscamps, la nécropole romaine d'Arles, dans les Bouches-du-Rhône, en France. L'œuvre est conservée au sein d'une collection privée, après avoir été vendue via Christie's en 2003 puis Sotheby's en 2015.